# برج هرون
برج هرون، (به انگلیسی: Heron Tower) آسمان‌خراش ۴۶ طبقه به ارتفاع ۲۰۲ متر (۶۶۳ فوت) و مساحت زیربنای آن ۴۶۱٬۴۷۸ فوت مربع (۴۳٬۰۰۰ متر مربع)، با کاربری اداری-تجاری است، که در شهر لندن، بریتانیا مستقر می‌باشد. پروژه ساخت این ساختمان در سال ۲۰۰۷ آغاز شد و در سال ۲۰۱۱ تکمیل و افتتاح گردید. معمار این ساختمان شرکت کون پدرسون فاکس، مهندس سازه شرکت آروپ و سازنده آن شرکت اسکانسکا بود.

## نگارخانه

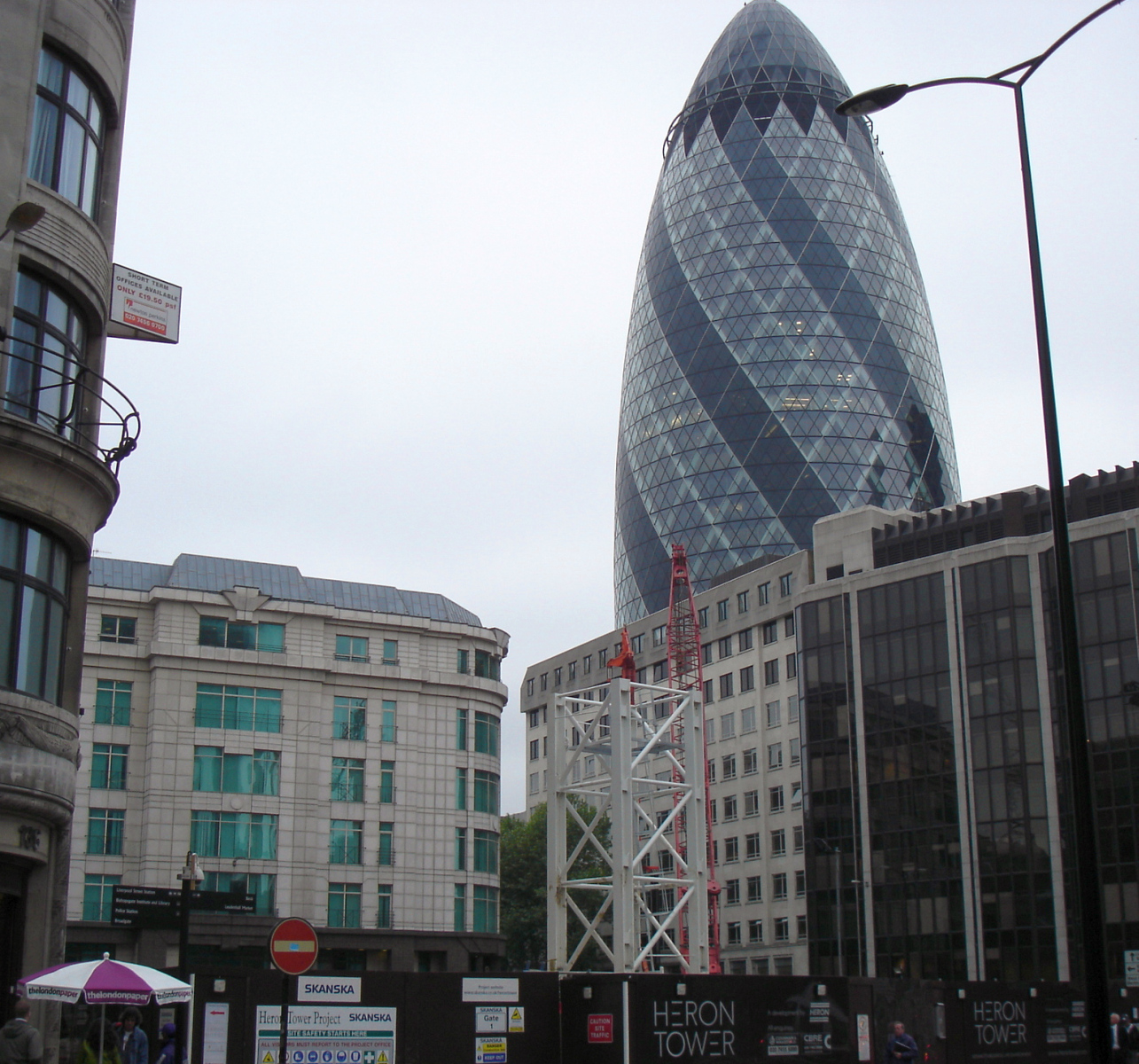
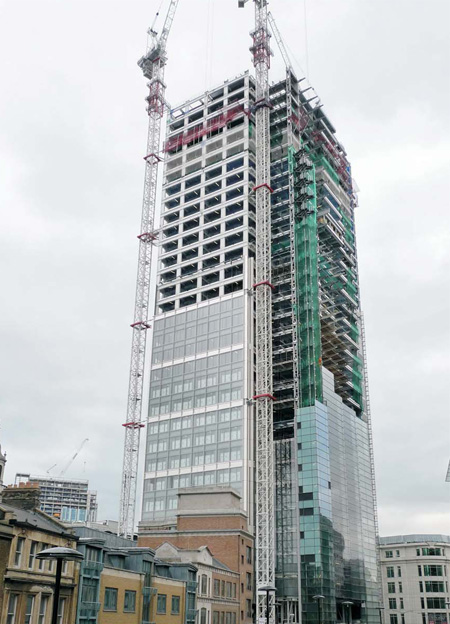
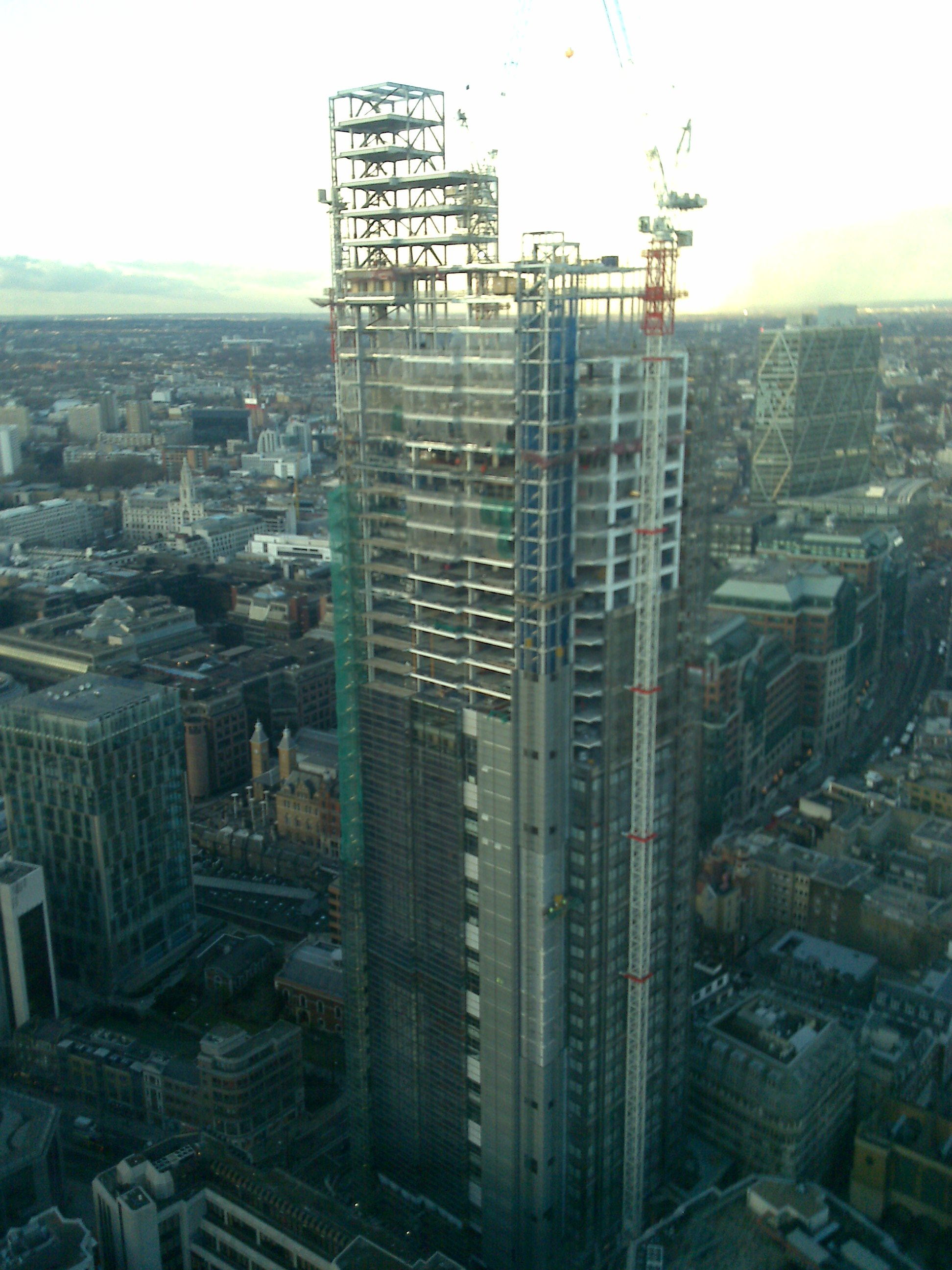
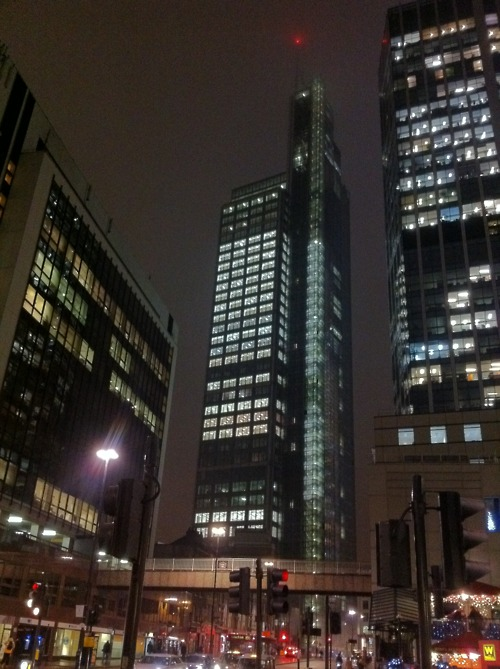